# Johann Gottfried Herder
Johann Gottfried von Herder (Mohrungen, 1744. augusztus 25. – Weimar, 1803. december 18.) német költő, műfordító, teológus, filozófus volt. Irodalmi tevékenysége a Sturm und Drang és az ún. weimari klasszicizmus meghatározó egyéniségévé tette és Christoph Martin Wieland, Johann Wolfgang von Goethe, valamint Friedrich Schiller társaságában a német klasszicista irodalom legfontosabb alakjai közé tartozik.

## Élete
Herder szülei a falu kántora és tanára Gottfried Herder (1706. május 9. – 1763. szeptember 26.) illetve annak második felesége Anna Elisabeth, szül. Peltz (1717 – 1772. október 3.) voltak. Rendkívül vallásos szülői házban nőtt föl, és úgy kívánták, hogy teológiát tanuljon. Öccse Carl Friedrich korai elhalálozása megismertette a végzet könyörtelenségével, ekkor keletkezett első költeménye; „Auf meinen ersten Todten! das Liebste, was ich auf dieser Welt verloren“. (Első halottamra, a legkedvesebb amit ezen világon elveszték.)
Szülei anyagi körülményei ugyan nem voltak a legjobbak, de azért lehetővé tették gyermekeik tanulmányait. Herder a helyi iskolába járt, ahol különösen nagy benyomást gyakorolt rá S. F. Trescho diakónus, szintén pietista mint szülei, akinél 1760-ban írnok lett és akiknek könyvtárát Herder szabadon használhatta. Az orosz katonai sebész J. C. Schwarz-Erla javaslatára Herder 1762-ben Königsbergbe utazott, hogy sebész legyen. Sem szülővárosát, sem szüleit nem látta többé viszont.
Herder már az első boncolás láttán elájult, ezért inkább a teológiai pályára lépett. Egy tanítói állás és jóakaró emberbarátok lehetővé tették neki tanulmányai folytatását. Ez időben fő befolyással fejlődésére és irányára Johann Georg Hamann és Immanuel Kant voltak. Herder inkább az előbbihez vonzódott, bár ez utóbbinak kiváló tudományát s jelentőségét elismerte. Miután tanulmányait a legnagyobb szorgalommal és bámulatosan sokoldalúan befejezte, 1764-től 1769-ig Rigában gimnáziumi tanár és lelkész volt, mindkét hivatásában rendkívüli sikerrel. Itt lépett be a Zum Schwert (A kardhoz) nevű szabadkőműves páholyba.
Hogy ember- és világismeretét gyarapítsa, 1769-ben elhagyta állását s nagyobb útra indult. Párizsba érkezte után holstein-eutini herceg utazótársául szólította föl, amit Herder elfogadott; de Strassburgban elvált a hercegtől, s egy félévig maradt e városban, hogy egy szemét gyermekkora óta bántó könnycsatornáját gyógyíttassa. Ekkor ismerkedett meg vele az ifjú Goethe, akire a nagy tudományú, gondolkodó s szellemes Herder rendkívül nagy hatással volt.
Strassburgból Bückeburgba ment Herder, ahol 1771-től 1776-ig szuperintendens és udvari lelkész volt. E hivatalában, valamint munkái után oly hírnévre tett szert, hogy a göttingeni egyetem 1775-ben a teológia tanárává meghívta; de Herder inkább Weimart választotta, ahová Károly Ágost herceg Goethe közbenjárására meghívta. Itt az egyház és iskola, az irodalom és közművelődés terén nagyszabású és egész Németországra, sőt a külföldre is kiható munkásságot fejtett ki. Weimarba költözése után Herder belépett az Illuminátus rendbe, 1800 és 1803 között csatlakozott Friedrich Ludwig Schrödernek a szabadkőműves rituálék megújítása érdekében végzett munkájához.
Életének estéjét fokozódó idegessége és betegeskedése kietlenné és szánalmassá tette. Legjobb barátaival, Goethével és Schillerrel is meglazult ez időben a régi benső viszony, s végül egészen elszigetelve, a világtól elzárva élte utolsó napjait.

## Munkássága, hatása
Ellentmondásos, rejtélyes és teljesítményében ingadozó volt kortársaihoz képest, de sokoldalúbb és gazdagabb szellemiségű is, mint azok. A német irodalmi és társadalmi élet 18. században végbement nagy átalakulásában jelentős szerepe volt. Szellemiségének nyomait nem csak a szűkebb értelemben vett irodalomban lelhetjük fel, hanem a tudomány azon szakterületein is, amelyek az ő ösztönzésére indultak el a maguk útján. A gondolatvilág gazdagsága, a képek zsenialitása és költői beleérzése mutatkozik meg művein; a humanitás keresése, követelése pedig végigkíséri írói munkásságát. Történészi munkásságában az organikus történelemszemlélet jellemző, a történelem nála természettudományos jellegű és keretű. Minden népet egyenlőnek tartott, amelyeknek saját országuk és egyéni fejlődésük van.
Több területen volt tehetséges, de ezen területek mindegyikén ingadozott alkotói tevékenysége, és ezért költőként csak elvétve alkotott maradandót. Saját etikai pátoszát hangulatokkal, érzésekkel egybeszőve egyedülálló remekeket alkotott, és műfordítóként lehetővé tették számára az idegen költői szellemiség németre való átültetését.
Magyarországon leginkább a magyar nyelv eltűnéséről szóló jóslatáról ismerjük Herder nevét.

## Magyarul
- Herdernek és Lesszingnek mesélései / Herdernek Paramythionjai; ford. Kazinczy Ferenc / Aszalay Jánosː Lesszingnek meséi három könyvben; átdolg., kiad. Kazinczy Ferenc; Hummel, Bécs, 1793
- Herder paramythionjai; ford. Kazinczy Ferenc; Széphalmy–Hummel, Széphalom–Bécs, 1837
- Luther kis katekhizmusának magyarázatja. Néhai superintendens Herder után készítette Kis János; 3. kiad.; Trattner-Károlyi, Pest, 1837
- Kalászok az ószövetségi szent költészet mezőin. Herder szerint Gonda László; Osterlamm, Pest, 1861
- Cid-románczai; kiadta és magyarázta Heinrich Gusztáv; Franklin, Budapest, 1880
- Eszmék az emberiség történetének filozófiájáról és más írások; ford. Imre Katalin, Rozsnyai Ervin, vál., előszó, jegyz. Rathmann János; Gondolat, Budapest, 1978 (Gondolkodók)
- Értekezések, levelek; vál., utószó, jegyz. Rathmann János, ford. Rajnai László; Európa, Budapest, 1983